# Lutraria lutraria
Lutraria lutraria är en musselart som först beskrevs av Carl von Linné 1758.  Lutraria lutraria ingår i släktet Lutraria och familjen Mactridae. Inga underarter finns listade i Catalogue of Life.

## Bildgalleri
Höger och vänster klaff av samma exemplar:

Höger klaff
Vänster klaff